# Harper (Liberia)
Harper, también conocido como Cabo Palmas, es la capital del condado de Maryland en Liberia (4º 25' N - 7º 43 O). Está enlazada con Monrovia por vía marítima haciendo escala en Greenville. Era un centro administrativo y sede de la Universidad de Cuttington, la más antigua de la nación, pero fue destruida en gran parte durante la Guerra Civil Liberiana. Ahora es sede de la Universidad Tubman.